# Marco Trombetti
Marco Trombetti (Roma, 14 marzo 1976) è un imprenditore italiano.
Ha co-fondato Translated, azienda che offre servizi di traduzione basati sulla combinazione di traduzione automatica e traduttori professionisti. Attraverso Translated ha contribuito a sviluppare un Computer Assisted Translation, open source, basato sull'intelligenza artificiale, con incluso un sistema di traduzione automatica adattivo. Sempre tramite Translated ha contribuito a sviluppare un sistema di traduzione automatica neurale adattivo.

## Biografia
Trombetti è nato e cresciuto a Roma e ha iniziato a programmare molto giovane. Nel 1999, insieme alla linguista Isabelle Andrieu, poi divenuta sua moglie, ha fondato Translated, azienda che fornisce servizi di traduzione basati sulla combinazione di traduzione automatica adattiva e traduttori professionisti, sfruttando l'intelligenza artificiale per ridurre il lavoro ripetitivo. 
Nel 2007 Trombetti, insieme a Gianluca Granero, ha fondato Memopal, una società di cloud storage, di cui ha ricoperto il ruolo di amministratore delegato della società fino a quando la società è stata acquisita da Defenx, una società di sicurezza quotata in borsa. 
Nel 2010, Trombetti ha riunito la Fondazione Bruno Kessler, l'Università di Le Mans e l'Università di Edimburgo in un consorzio che ha poi sviluppato il software open source Matecat, reso disponibile nel 2014.
Nel 2015, insieme al ricercatore Marcello Federico e finanziato da Translated e dalla Fondazione Bruno Kessler, Trombetti ha fondato ModernMT. ModernMT è un sistema di traduzione automatica neurale che migliorava in tempo reale sulla base delle correzioni ricevute, sfruttando la tecnologia trasformatore. Nel 2022 ModernMT è stata fusa in Translated.
Nel 2024 ha lanciato Lara Translate, uno strumento di traduzione automatica?

## Opere
- (IT, EN, FR, DE, ES, PT, TR, ZH, AR, HE, RU, HI) M. Trombetti, Il nuovo principe. Perché e come fare startup, Pi Campus, 1º luglio 2018.